# Rejo Mulyo (Way Serdang)
Rejo Mulyo is een bestuurslaag in het regentschap Mesuji van de provincie Lampung, Indonesië. Rejo Mulyo telt 2424 inwoners (volkstelling 2010).